# Arrest Sieckmann
Sieckmann, voluit Ralf Sieckmann t. Deutsches Patent- und Markenamt (HvJ EG 12 december 2002, nr. C-273/00), is de roepnaam van een op 12 december 2002 door het Hof van Justitie van de Europese Gemeenschappen gewezen arrest, betreffende een verzoek om een prejudiciële beslissing van het Duitse Bundespatentgericht over de uitlegging van artikel 2 van de Europese Merkenrichtlijn (Richtlijn 89/104/EEG). Het arrest ziet op de vraag of geuren als merk gedeponeerd kunnen worden.

## Feiten en procesverloop
De feiten die aanleiding gaven tot het arrest waren als volgt. Ralf Sieckmann heeft – om een proefproces uit te lokken – bij het Deutsches Patent- und Markenamt (DPMA) inschrijving gevraagd van een merk, dat hij heeft beschreven als een geurmerk van de scheikundig zuivere stof methylcinnamaat (kaneelzuurmethylester) met structuurformule C6H5-CH=CHCOOCH3. Tevens heeft hij een houder met een geurmonster toegevoegd en deze beschreven als "balsemachtig-fruitig met een zweem van kaneel".
Het DPMA heeft de aanvraag afgewezen op grond van § 3, eerste lid en § 8, eerste lid, van het Markengesetz, daartoe overwegende dat het twijfelachtig is of het teken als merk kan worden ingeschreven en of het wel vatbaar is voor grafische voorstelling. Het DPMA is bovendien van oordeel dat inschrijving reeds onmogelijk is omdat het teken elk onderscheidend vermogen mist. Sieckmann is tegen deze beslissing opgekomen bij het Bundespatentgericht. Dat overweegt in de beroepsprocedure dat geuren "theoretisch in het verkeer [kunnen] dienen ter onderscheiding van ondernemingen in de zin van § 3, lid 1, van het Markengesetz", maar is met het DPMA van oordeel dat het onzeker is of een geurmerk vatbaar is voor grafische voorstelling, zoals vereist door § 8, eerste lid, van het Markengesetz.
Bij beschikking van 14 april 2000 schorst het Bundespatentgericht daarom de behandeling van de zaak en stelt twee prejudiciële vragen aan het Hof van Justitie over de uitlegging van artikel 2 van de Merkenrichtlijn. Deze bepaling luidde ten tijde van het geding als volgt:
Merken kunnen worden gevormd door alle tekens die vatbaar zijn voor grafische voorstelling, met name woorden, met inbegrip van namen van personen, tekeningen, letters, cijfers, vormen van waren of van verpakking, mits deze de waren of diensten van een onderneming kunnen onderscheiden.
De prejudiciële vragen worden door het Hof van Justitie aldus geherformuleerd (rechtsoverweging 25 en 56):
1. Moet artikel 2 van de richtlijn aldus worden uitgelegd dat een teken dat als zodanig niet visueel waarneembaar is, een merk kan vormen? (Ja, mits)
2. Moet artikel 2 van de richtlijn aldus worden uitgelegd dat in geval van een olfactorisch teken een scheikundige formule, een beschrijving met woorden, het depot van een geurmonster of een combinatie daarvan voldoet aan de vereisten van grafische voorstelling? (Neen)

## Beoordeling door het Hof van Justitie
Het Hof van Justitie leidt uit de tekst van artikel 2, gelezen in combinatie met de considerans van de richtlijn, af dat de opsomming niet limitatief bedoeld is, en dat niet visueel waarneembare tekens dus niet met zoveel woorden zijn uitgesloten. Een teken dat als zodanig niet visueel waarneembaar is kan volgens het hof een merk vormen, mits het vatbaar is voor grafische voorstelling, welke voorstelling door een visuele weergave een nauwkeurige identificatie van het teken mogelijk maakt, "inzonderheid door middel van figuren, lijnen of lettertekens" (rechtsoverweging 46). Voorts stelt het hof in verband met het doel van het vereiste van grafische voorstelling, te weten het afbakenen van het merk en dus de precieze bescherming die het de houder verleent, dat de grafische voorstelling in het register 'als zodanig volledig, gemakkelijk toegankelijk, begrijpelijk, duurzaam, ondubbelzinnig en objectief' moet zijn (rechtsoverweging 52-54).
Op de tweede vraag antwoordt het hof dat een scheikundige formule niet voldoende begrijpelijk is, en bovendien niet voor de geur van de stof, maar voor de stof zelf staat. Aldus is een scheikundige formule – naar het oordeel van het hof – geen grafische voorstelling in de zin van artikel 2 van de richtlijn (rechtsoverweging 69). De beschrijving van een geur is volgens het hof onvoldoende duidelijk, nauwkeurig en objectief (rechtsoverweging 70), en een geurmonster is geen grafische voorstelling en bovendien niet stabiel en duurzaam genoeg (rechtsoverweging 71). Een combinatie van een scheikundige formule, beschrijving en geurmonster voldoet naar het oordeel van het hof evenmin aan de vereisten van grafische voorstelling (rechtsoverweging 72).
Het Hof van Justitie verklaart voor recht:

1. Artikel 2 van de [richtlijn] moet aldus worden uitgelegd dat een teken dat als zodanig niet visueel waarneembaar is, een merk kan vormen, op voorwaarde dat het vatbaar is voor grafische voorstelling, inzonderheid door middel van figuren, lijnen of lettertekens, en die voorstelling duidelijk, nauwkeurig, als zodanig volledig, gemakkelijk toegankelijk, begrijpelijk, duurzaam en objectief is.
2. In geval van een olfactorisch teken voldoet noch een scheikundige formule, noch een beschrijving met woorden, noch het depot van een geurmonster noch een combinatie daarvan aan de vereisten van grafische voorstelling.

## Relevantie
De criteria waaraan een teken volgens het Hof van Justitie moet voldoen, wil het vatbaar zijn voor grafische voorstelling zoals vereist door de Merkenrichtlijn, staan wel bekend als de "Sieckmann-test" of de "Sieckmann-criteria". De test houdt in dat (i) het teken vatbaar is voor grafische voorstelling, in het bijzonder door middel van figuren, lijnen of lettertekens en (ii) die voorstelling duidelijk, nauwkeurig, als zodanig volledig, gemakkelijk toegankelijk, begrijpelijk, duurzaam en objectief is.
In de literatuur wordt uit de beantwoording van de tweede vraag afgeleid dat registratie van geurmerken in de Europese Unie (vooralsnog) niet of nauwelijks mogelijk is. Dit is mogelijk anders in andere landen, zoals Australië, waar de mogelijkheid om geuren als merk te deponeren expliciet in section 6 van de Trade Marks Act 1995 is opgenomen.